# Éxtasis vegetal
El éxtasis vegetal es una denominación genérica para referir las mezclas de plantas con propiedades psicoactivas (la mayoría estimulantes), que se utilizan en entornos recreativos, normalmente asociados a fiestas “rave”. Son comercializados como comprimidos o cápsulas de atractivos colores, que contienen extractos de plantas, cuya venta al público está restringida o prohibida por razón de su toxicidad.  
Estos preparados de bajo coste y de fácil acceso en su mayoría, se venden a través de Internet en páginas de “Smart Shops”. Algunos de sus nombres comerciales más conocidos en España son Cloud 9, Herbal Bliss, Ritual Spirit, Herbal X, GWM, Rave Energy y Ultímate Xphoria. 
La creciente preocupación por el cuidado de la salud, ha llevado a una búsqueda absurda de opciones menos perjudiciales de las drogas sintéticas. Este pensamiento erróneo, creyendo que las sustancias naturales a base de plantas están exentas de riesgos, puede llevar en la práctica habitual a situaciones peligrosas en las que se pone en riesgo la salud.

## Composición
El éxtasis vegetal es una compleja mezcla no estandarizada de plantas y productos químicos sintéticos, siendo los más conocidos:  
- Bases xánticas: Nuez de cola  (Cola acuminata), guaraná  (Paullinia cupana) o té  (Camellia sinensis), todos ellos ricos en cafeína, que es una sustancia estimulante tanto cardíaca, como del sistema nervioso central.

- Plantas con precursores anfetamínicos: Efedra (Ephedra distachya o Mahuang): rica en efedrina y pseudoefedrina que tiene acción simpaticomimética, con acciones estimulantes cardiacas y del sistema nervioso central.  Cálamo aromático (Acorus calamus): contiene asarona que se metaboliza a trimetoxianfetamina cuya acción es también simpaticomimética. Bala (Sida cordifolia): contiene efedrina y pseudoefedrina.

- Plantas que requieren control médico: Passiflora (Passiflora incarnata): contiene alcaloides indólicos (harmalina, harmina) con actividad farmacológica hipnótica, anticonvulsivantes e IMAO (inhibidos de monoaminooxidasa). Ginkgo (Ginkgo biloba): rico en  flavonoides (ginkgoloides y heterósidos) con acciones vasodilatadoras. Ginseng (Panax ginseng): con saponinas triterpénicas (gingenósidos) que tienen múltiples acciones farmacológicas.

- Plantas ajenas a la tradición fitoterapéutica española: Kava-kava (piper methysticum): contiene kavapironas (actividad ansiolítica, hipnótica y miorrelajante). Salvia de los adivinos (Salvia divinorum): las hojas contienen sustancias alucinógenas como  salvinorina-A que es un diterpeno. Yohimbe (Pausinystalia johimbe):  rico en yohimbina que es un alcaloide utilizado para la disfunción eréctil (puede aumentar o disminuir la presión arterial sistémica) con importantes acciones farmacológicas cardiovasculares. Además su índice terapéutico es bastante bajo.

- Otras sustancias como aminoácidos: L-arginina: junto con medicamentos para la presión arterial alta podría hacer que su presión arterial baje demasiado. Fenilalanina: Por biotransformación se produce tirosina que es un precursor de hormonas tiroideas (tiroxina) y catecolaminas (adrenalina, noradrenalina o dopamina).

- Otros compuestos: Rodiola (Rhodiola rosea): contiene fenilpropanoides (rosavin) y por eso se considerada una planta adaptógena ya que tiene propiedades tónicas para el tratamiento de estados de fatiga o astenias funcionales y el estrés. Kanna (Sceletium tortuosum): contiene alcaloides como la mesembrina  que poseen psicoactividad ya que inhibe la recaptación de serotonina. Maca (Lepidum Meyenii). Piper nigrum , Piper longum, Citrus aurantium, las semillas de Griffonia, de semilla de pomelo, cafeína natural. Cata (Catha edulis): es la planta con las propiedades psicoestimulantes más potentes ya que contiene alcaloides psicotrópicos (catina y catinona) que son psicoestimulantes relacionados con las anfetaminas.[2][3][4]

## Efectos farmacológicos

### Efectos sobre el aparato reproductor
El ginseng posee la capacidad de aumentar el NO (óxido nítrico) que es un potente vasodilatador en las cavidades del pene facilitando la erección, efecto que se suma con las propiedades del yohimbo que también es un vasodilatador mejorando la función sexual.

### Efectos alucinógenos
En la composición del éxtasis vegetal diversas plantas poseen capacidad para alterar las percepciones sensoriales. Una de las más destacadas es la kanna, capaz inhibir la recaptación de 5-HT (serotonina), el cálamo aromático que contiene B-eserina, sustancia que en el cuerpo se biotransforma a trimetoxianfetamina, cuya estructura es similar a la mescalina (agonista de receptores adrenérgicos y serotoninérgicos con propiedades alucinógenas) y la salvia divinorum que contiene salvinorina A cuyas propiedades alucinógenas se deben a su capacidad para estimular los receptores opioides kappa.

### Efectos estimulantes
Las bases xánticas de plantas como el guaraná o el té tienen propiedades para estimular el SNC (sistema nervioso central) así como la fibra cardiaca. 
Las plantas con propiedades simpaticomiméticas (efedra, bala, cálamo, cata) tienen capacidad para inhibir la recaptación de catecolaminas aumentando la concentración de estas. Esto produce una estimulación simpática en los receptores alfa-1 adrenérgicos, que acentúa la vasoconstricción y beta-1 adrenérgicos, aumentando el cronotropismo y el inotropismo e intensificando así el gasto cardiaco. 

### Efectos sobre el SNC
Diversas plantas poseen actividad hipnótica, ansiolítica y sedante. Entre ellas destacan la passiflora y el kava-kava que actúa en el sistema de trasmisión mediado por GABA (ácido gamma aminobutírico) aumentando el número de receptores.

### Otros efectos
Plantas como el yohimbo y ginkgo tienen propiedades vasodilatadoras. El ginkgo además tiene la capacidad de aumentar la liberación de insulina.

## Reacciones adversas

### Derivados de la estimulación simpática
Debido a la capacidad para estimular el sistema adrenérgico tanto en el SNC como en el sistema cardiovascular puede darse multitud de efectos: 
En el SNC: insomnio, cefaleas, inquietud, ansiedad y con dosis más altas psicosis y convulsiones. 
En el sistema cardiovascular: taquiarritmias e hipertensión, pudiendo derivar en espasmo coronario, infarto de miocardio, accidente cerebrovascular isquémico y hemorrágico debido a rupturas de vasos sanguíneos por la hipertensión aguda.  Convulsiones, depresión respiratorio coma y muerte

### Otros efectos
Hipotermia (alfa-asarona), cefaleas, náuseas, vómitos, dolor abdominal, gastritis, reacciones alérgicas de distinto tipo como prurito o erupciones eritematosas, hemorragias.

## Precauciones
Hay situaciones especialmente vulnerables con la administración concomitante de estas drogas. 

### Trastornos cardiovasculares (hipertensión arterial, insuficiencia cardiaca)
Las plantas con propiedades simpaticomiméticas pueden empeorar los cuadros de hipertensión y aumentar el riesgo de padecer accidentes cardiovasculares o de infarto de miocardio. 

### Ansiedad o insomnio
Las plantas que contienen bases xánticas o tienen acción simpaticomimética pueden producir crisis de ansiedad y desencadenar insomnio.
- Diabetes: La efedrina por su capacidad de elevar la glucemia y el ginseng por su efecto hipoglucemiante, pueden provocar efectos descompensadores en la glucemia de enfermos diabéticos.

- Estados depresivos: Kava-kava es depresor del SNC

- Embarazo o lactancia: Algunas de estas sustancias se eliminan parcialmente por la leche por lo que podrían afectar al feto.

- Otros: Pueden agravar situaciones de hipertiroidismo y glaucoma.[8]

## Interacciones medicamentosas
- Digitálicos:  Las bases xánticas, la efedrina, el ginseng y la yohimbina pueden potenciar los efectos inotrópicos llegando a producir arritmias.

- IMAO: Passiflora, xantinas y efedrina potencian sus efectos.  Estos productos pueden aumentar la excitabilidad producida por estos fármacos debido a su efecto estimulante nervioso y a los efectos simpaticomiméticos indirectos de la efedra y la yohimbina. Por lo tanto, se pueden desencadenar crisis hipertensivas al aumentar la liberación de catecolaminas.

- Anticoagulantes orales y antiagregantes plaquetarios: Ginseng y ginkgo potencian sus efectos pudiendo desencadenar hemorragias.

- Heparina: Su asociación con ginkgo aumenta la frecuencia de hemorragias cerebrales.

- Antidiabéticos (sulfonilureas o insulina: El ginseng por sus efectos hipoglucemiantes puede potenciar los efectos de estos fármacos alcanzando en los casos más extremos coma hipoglucémico. Por su parte, la efedrina antagoniza los efectos de estos fármacos.

- Alcohol: Si contiene plantas con efectos depresores nerviosos como el kava-kava o la passiflora se pueden potenciar los efectos pudiendo desencadenar una depresión respiratoria.[9]

## Regulación
Los componentes del éxtasis vegetal son plantas medicinales y están sometidas a controles legales según la Ley 29 de 2006 de 26 de junio de garantías y uso racional de los Medicamentos y Productos sanitarios.
El éxtasis vegetal debe ser considerado una droga de abuso según los criterios de la OMS (organización mundial de la salud), y a su fabricación, distribución y venta está prohibida: los laboratorios que lo fabrican y distribuyen carecen de autorización de comercialización (la información y venta a través de internet debiera ser controlada); en su fabricación no existe control de calidad y los lugares de venta carecen de las medidas de seguridad adecuadas, con el agravante de que la ausencia de información objetiva lleva a la errónea creencia de que, por ser los componentes del éxtasis vegetal plantas naturales, son inofensivos y carentes de efectos secundarios.
Su consideración legal sería la de un medicamento que no ha sido sometido previamente a la normativa del Aº 42 de la Ley del Medicamento, por lo que su puesta en el mercado y distribución es ilegal. 
Entre las plantas cuya venta al público queda prohibida o restringida por razón de su toxicidad (en España), y que además forman parte de algunas de las diferentes formulaciones del éxtasis vegetal, se encuentran la efedra, bala, kava-Kava, salvia divinorum, yohimbe, cata y cálamo aromático.